# Рахва выйт
 Колхоз «Ра́хва выйт» (эст. Kolhoos „Rahva võit”, с эст. «Победа народа») — в советское время одно из успешных сельскохозяйственных предприятий Эстонии. Находился в Сакуском сельсовете Харьюского района. Центральная усадьба колхоза находилась в посёлке Кийли.

## В советской Эстонии
Колхоз был основан в 1949 году.
Общий земельный фонд колхоза составлял 8,5 тысяч гектаров. Средняя численность работников в 1978 году была 464 человека.
Сельскохозяйственных угодий у колхоза было 4 613 гектаров, сельскохозяйственным производством занималось 317 человек (средняя численность за 1977 год).
Основными отраслями производства было племенное скотоводство и овощеводство.
Колхоз был отнесён к племенным фермам II класса крупного рогатого скота эстонской чёрно-пёстрой породы. Хозяйство  имело две крупные фермы в Кийли и Набала.
В 1975 году колхоз добился всесоюзного признания на конкурсе по племенной работе (диплом I степени) и на смотре застройки сельских населённых пунктов (диплом I степени за колхозную центральную усадьбу в Кийли).
В 1967 году колхоз был награждён орденом Трудового Красного Знамени.
В 1949—1963 годах в хозяйстве работала дояркой Герой Социалистического Труда Анни Микомяги.
Председателем правления колхоза с 1951 года бессменно был Герой Социалистического Труда Рудольф Маннов.

## Кинохроника
На киностудии «Таллинфильм» были сняты документальные фильм, посвящённые колхозу «Рахва выйт»:
- 1967 — „Rahva Võidu kolhoosis“ / «В колхозе «Рахва выйт», »режиссёр Реэт Касесалу (Reet Kasesalu)
- 1971 — „Rahva Võidu kolhoosi traktorist Jüri Rääk“ / «Тракторист колхоза «Рахва выйт» Юри Ряэк»,  режиссёр Реэт Касесалу
- 1973 — „Uute parteipiletite kätteandmine Harju rajooni Rahva Võidu kolhoosis “/ «Вручение новых партийных билетов в колхозе «Рахва выйт» Харьюского района», режиссёр Виталий Горбунов (Vitali Gorbunov)
- 1974 — „Karjalaskmine Rahva Võidu kolhoosis“ / «Выгон скота в колхозе «Рахва выйт», режиссёр Юло Тамбек (Ülo Tambek)
- 1984 — „Suure Isamaasõja veteran, Rahva Võidu kolhoosi esimees Rudolf Mannov“/ «Ветеран Великой Отечественной войны, председатель колхоза «Рахва выйт» Рудоль Маннов», режиссёр Семён Школьников

Колхоз «Рахва Выйт», 1950–1960-е годы
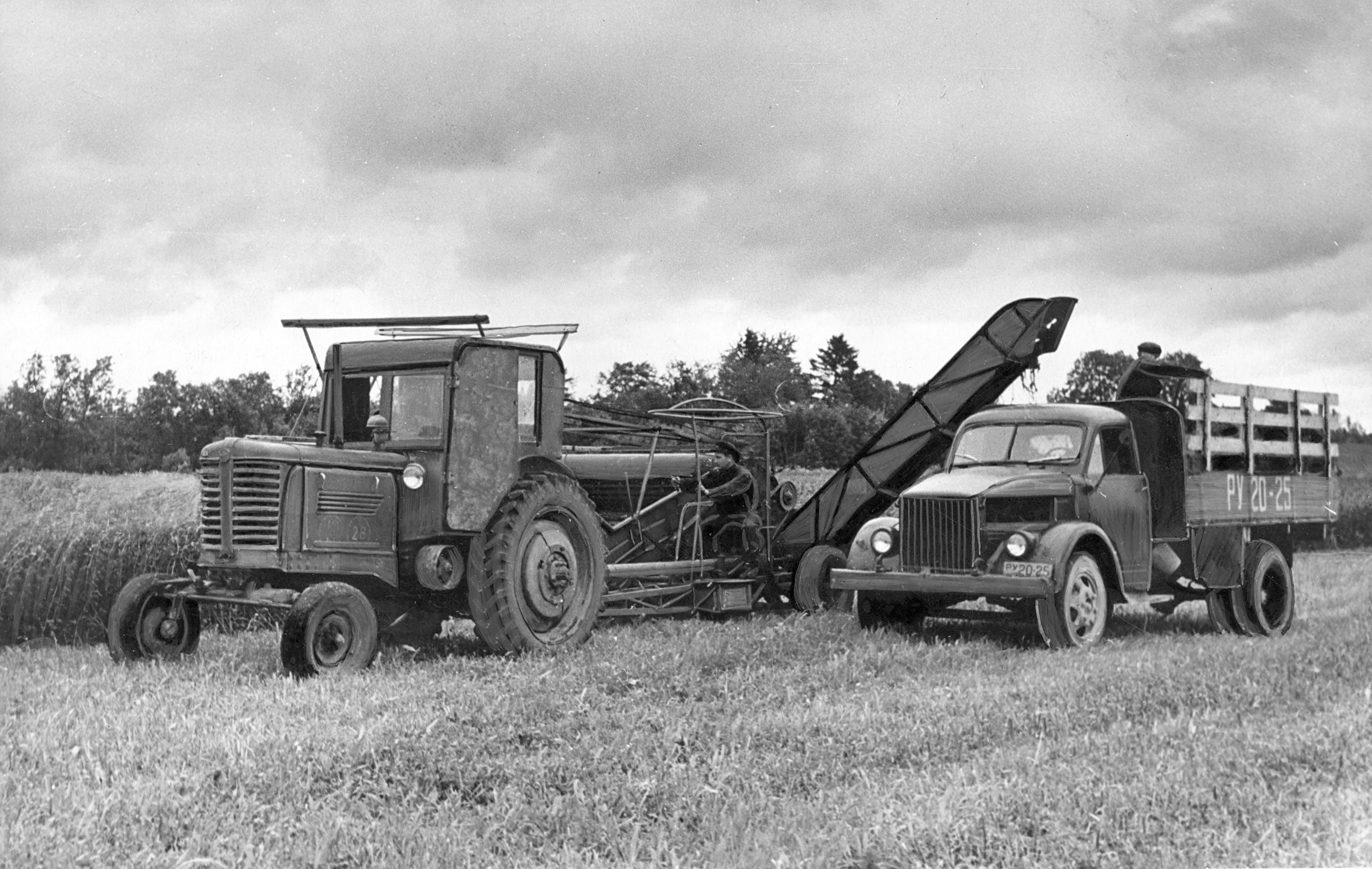
Сбор белого донника
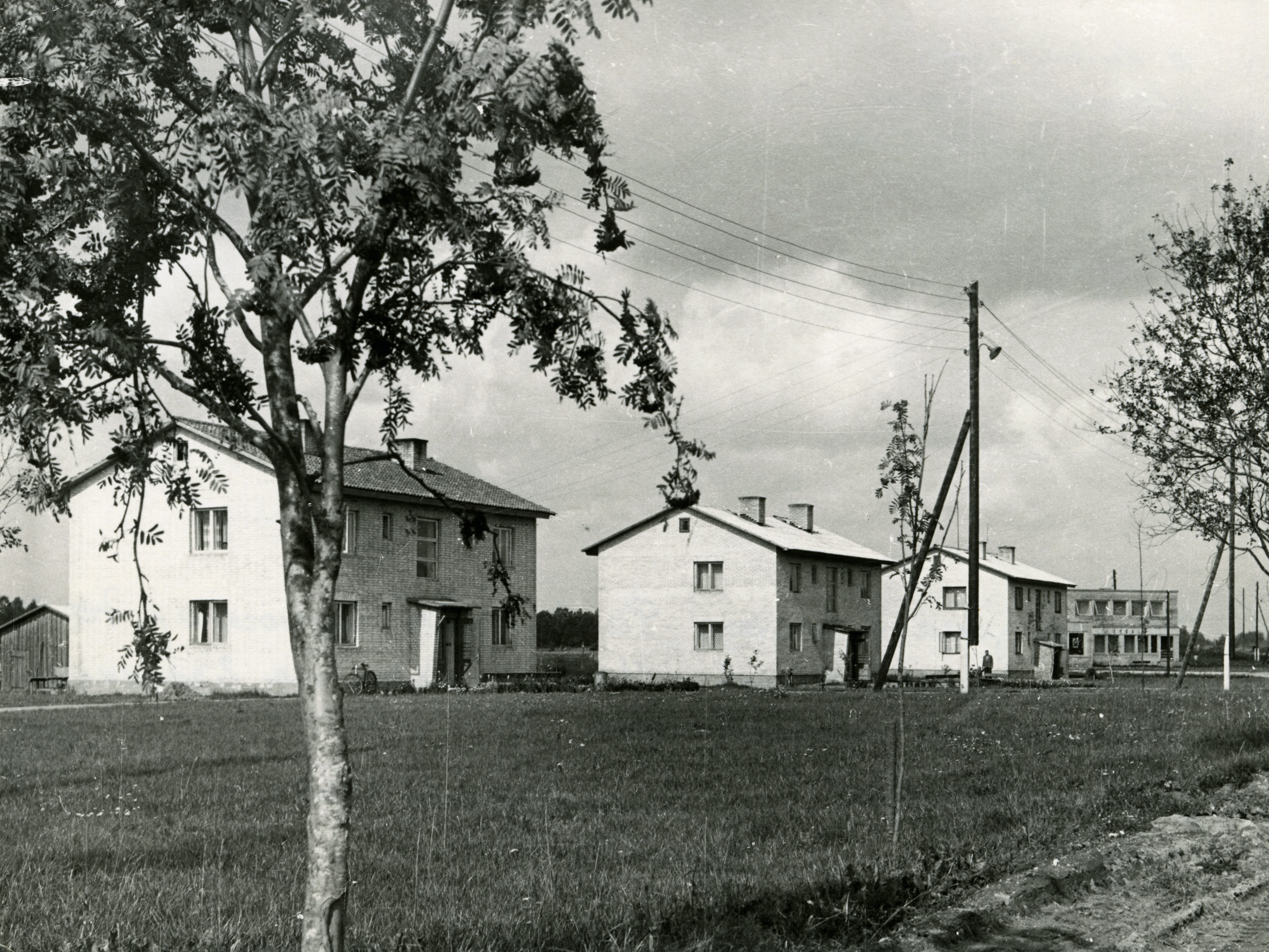
Жилые дома на центральной усадьбе
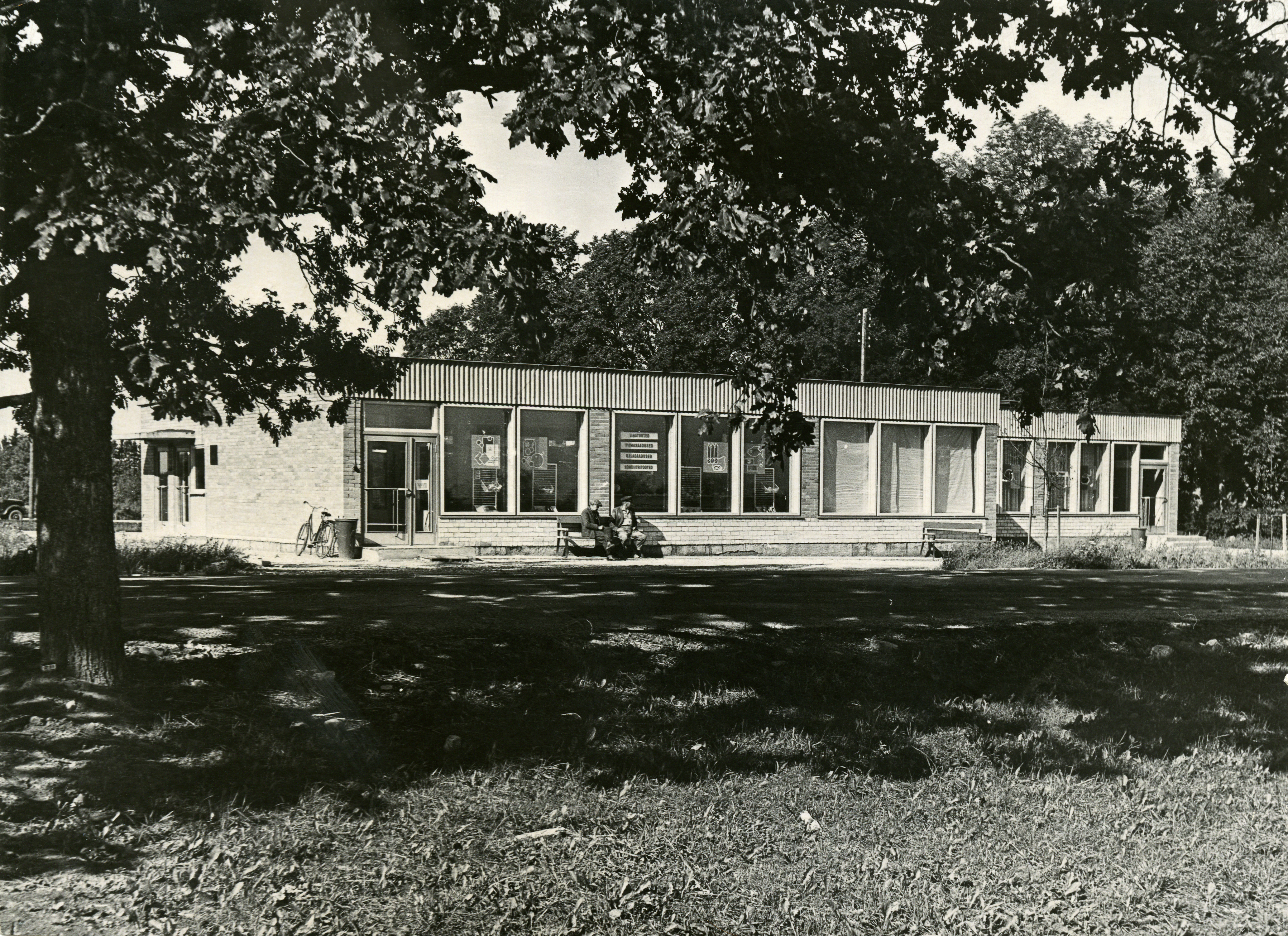
Магазин

## В независимой Эстонии
В ходе отделения Эстонии от Советского Союза колхоз был ликвидирован, как и все остальные коллективные социалистические хозяйства страны.